# Alyssa Lawrence
Alyssa Lawrence est une joueuse franco-américaine de basket-ball, née le  18 juillet 1995 à Dunkerque (Nord).

## Biographie

### En club
Après The Ursuline School puis un cursus de philosophie et de psychologie à San Diego State et à l'université du Massachusetts à Amherst, elle fait ses débuts professionnels en Roumanie au club de Siriu Targu Mures où elle cumulait 9,9 points, 6,4 rebonds et 1,4 passe en 31 minutes de moyenne, mais elle le quitte en raison de salaires non versés,.
Fille du joueur franco-américain Larry Lawrence, elle est signée par Nice en janvier 2018 pour suppléer Kendall Cooper, victime d'une fracture de l'index, mais des difficultés de qualification rendent caduc son engagement.

## Clubs
- 2012-2013 :  San Diego State
- 2013-2017 :  Minutewomen d'UMass
- 2017-2018 :  Siriu Targu Mures